# Arany Horda
Az Arany Horda mongol állam volt a mai Délnyugat-Oroszország, Ukrajna és Kazahsztán területén, a Mongol Birodalom részbirodalma, majd egyik utódállama. Korabeli neve Dzsocsi Ulusza volt. 1236-ot tekinthetjük születési évének, amikor területének mint atyai örökségének meghódításába Batu kán belefogott a mongolok nagy nyugati hadjárata (tatárjárás) során. Az 1400-as évek elején szétesett, és részállamai az idők folyamán fokozatosan beolvadtak Oroszország területébe.

## A birodalom neve
A kortárs iszlám és orosz források az országot Dzsocsi uluszának azaz Dzsocsi országának nevezték, bár ő soha nem birtokolta, csak fiának, Batu kánnak sikerült meghódítania. A mongol hatalommegosztás jegyében, amelynek értelmében a nagykán és családja együtt kormányozzák a birodalmat, ez a terület lett kijelölve Dzsocsinak kormányzati részként.  A perzsa források a sztyeppének a Balkas-tótól az Al-Dunáig terjedő területét Kipcsak Puszta, perzsa nyelven Desti Kipcsak néven említették,  a nyugati latin forrásokban pedig Cumania, magyarul Kunország volt a neve.
A horda, mongolul orda a török ordu/orda szó átvétele volt és mindkét nyelvben az uralkodó lakhelyét, szállásterületét, táborát vagy palotáját jelentette. Az arany jelző pedig kezdetben kizárólag a nagykán szálláshelyét illette. Rasíd-ad Dín Dzsingisz kán szálláshelyét nagy arany ordának hívta.  Idővel, a központi nagykáni hatalom gyengülésével a részbirodalmak kánjai is használni kezdhették az arany jelzőt saját szálláshelyükre. Ezt hallhatták talán a külföldiek Batu utódainál járva és az egész országot kezdhették arany ordának hívni. Mindenesetre ennek korabeli nyoma nem maradt, az Arany Horda, mint birodalomnév csak az újkorban tűnt fel a forrásokban. 
Az Arany Horda két felének korabeli mongol-török nevében azonban megjelenik az orda szó, ami a tábor jelentésből kiindulva a két hadseregszárnyra vonatkozik. Az Urál folyó által kettéosztott ország Orda kán által kormányzott keleti felét Ak Ordának („Fehér Hordának”) a nyugatit, amely Batu kán közvetlen irányítása alatt volt, Kök Ordának („Kék Hordának”) hívták.  A színek itt az égtájak (kelet–nyugat, fehér–kék) mongol jelölését jelentik és a hadsereg keleti, illetve nyugati, valamint bal, illetve jobb szárnyát jelentik.
A magyar nyelvben is talán az orda szó bolgár-törökön keresztüli átvételei a magyar várad/várda szavak, amelyek királyi udvarházakat jelölhetnek. 

## Története

### A terület mongol hódítása
Dzsingisz kán a mongol hatalommegosztás jegyében birodalma egy-egy részének kormányzásával egy-egy fiát szándékozta megbízni. Sem Dzsocsi, sem ő nem érte meg azonban, hogy a Dzsocsinak szánt uluszt meghódítsák, mert 1227 elején először Dzsocsi, majd augusztusban Dzsingisz kán meghalt. A kunok meghódítása Batura, Dzsocsi második fiára maradt. Nem tudjuk miért, de az első fiú, Orda félreállt a hatalomért folytatott küzdelemben és végig támogatta öccse törekvéseit a hadsereg balszárnyának vezéreként, Fehér Horda irányítójaként.

A mongol hódítás Eurázsiában 1206 és 1294 között, Kubiláj nagykán haláláig

Dzsingisz kán halála után két évvel, 1229-ben sikerült nagykánt választani Ögödej, Dzsingisz második fia személyében. 1231-34-ben nagy hadjáratot vezettek a mongolok Észak-Kína ellen, végül 1235-ben döntött a Kurultáj a nagy nyugati hadjáratról. A következő évben, 1236-ban megindult a hódítás, ezt az évet tekinthetjük az Arany Horda születési évének. A hadjárat fővezére Batu lett, de részt vettek seregvezérként testvérei – Orda, Berke , Sejbán – mellett a másik három Dzsingiszida ág tagjai is. Ögödej fia, Güjük és Toluj fia, Möngke Temür kán, mindketten későbbi nagykánok, valamint Csagatáj fia, Bajdar és unokája, Büri. Korábbi hadjárata miatti helyismerete miatt pedigt Dzsingisz kán régi hadvezére, Szubotáj, aki 1223-ban a Kalka menti csata győztese volt.
A mongolok 1236 végén lerohanták és elpusztították Volgai Bolgárországot a volgai magyarok lakóhelyével, Magna Hungariával együtt. 1237. december 21-én bevették Rjazanyt,  1238 elején Kolomnát és Moszkvát, február 7-én Vlagyimirt, az akkor nagyfejedelmi székhelyet, majd Rosztov Velikijt, Jaroszlavlot, Perejaszlavl-Zalesszkijt, Tvert. Március 4-én a Jurij Vszevolodovics vlagyimir-szuzdali nagyfejedelem a Szity mentén megütközött és vereséget szenvedett a hódítóktól. Kétheti ostrommal tudták a mongolok bevenni Torzsokot és az ekkor kezdődő olvadás miatt nem tudtak tovább nyomulni északnyugat felé, ezért Novgorod megmenekült. A mongolok dél felé fordultak, és számukra is rossz emlékű maradt Kozelszk hétheti ostroma, ami tőlük is nagy áldozatot követelt. Ezután bevették Kljazmát, Muromot, Gorohovecet, Perejaszlavot és Csernyigovot, és a Dnyeperig elfoglalják a kunok földjét. 
1239-ben nem voltak jelentősebb hadi események, 1240. december 6-án viszont elesett Kijev. Itt a korábban említett Dzsingiszida hercegeken kívül jelen volt Ögödej fia Kadan és Toluj fia Bödzsek is.
Batu seregei Magyarországra és Lengyelországba is betörtek (ld. tatárjárás, muhi csata, legnicai csata), azonban az európai területek nagy szerencséjére 1241-ben meghalt Ögödej nagykán, Dzsingisz utóda, Batu pedig visszavonult, hogy kivegye részét az örökösödési vitákból. Ezekben főszerepet, egyre inkább királycsinálói szerepet játszott, mivel Dzsingisz kán fiai közül ekkor már egy sem élt. Csagatáj nem sokkal Ögödej előtt ugyancsak 1241-ben halt meg, Toluj pedig 9 évvel azelőtt. Dzsingisz kán unokái közül pedig Batu volt a rangidős, őt még személyesen Dzsingisz kán erősítette meg uluszának birtoklásában. 
Az elkövetkező évekre a Dzsocsi–Toluj- és az Ögödej–Csagatáj-ágak küzdelme, belharcai nyomták rá a bélyegüket. Batu 1246-ig tudta húzni az időt, de végül nem tudta megakadályozni, hogy Ögödej özvegyének, Döregene katunnak az akarata érvényesüljön és Ögödej fia, Güjük legyen a nagykán. Ez Ögödej végakarata ellenére is történt, mert ő unokáját, Siramunt jelölte utódául. Güjük szerette volna megtörni Batu hatalmát, ezért 1248-ban nyugat felé vonult, azzal az ürüggyel, hogy csak az Imil folyónál levő szállásait látogatja meg. Toluj özvegye, Szorkaktani azonban időben értesítette Batut Güjük szándékairól, mire Batu is a Balkas-tó mellé, a Szemirecsje vidékére vonult. 
Az összecsapás azonban elmaradt, mert ekkor Güjük váratlanul meghalt, és 1251-re Batunak sikerült elérnie, hogy Toluj fia, Möngke legyen a nagykán. Az Ögödej- és Csagatáj-ág nyílt lázadásba fogott a következő években, emiatt sokukat kivégezték. Az Ögödej-ág teljesen eltűnt, a Csagatáj-ág is csak jóval később, Közép-Ázsiában tért magához. Batu a Balhas-tótól nyugatra lényegében önálló hatalomra tett szert. Mindeközben az orosz fejedelemségek Batu vazallusai lettek, de a tőlük nyugatra levő országokra már nem jutott a kán figyelméből, így azok, köztük Magyarország megmenekültek a mongol igától. 
Batu önállósága abban is megnyilvánult, hogy a Jaroszláv Vszevolodovics szuzdali és Alekszandr Nyevszkij novgorodi fejedelmet még továbbküldte a nagykánhoz, hogy hűséget fogadjanak, de ezután az orosz fejedelmek már mind neki és utódainak hódoltak. 
1242-ben Batu Szaraj városában alapította meg fővárosát, a Volga alsó folyása mentén. Nem sokkal ezt megelőzően Batu öccse, Sejbán az Arany Horda egy részével együtt áttelepült az Uráltól keletre, hogy saját kánságot alapítson az Ob és az Irtis vidékén.

### Virágzása

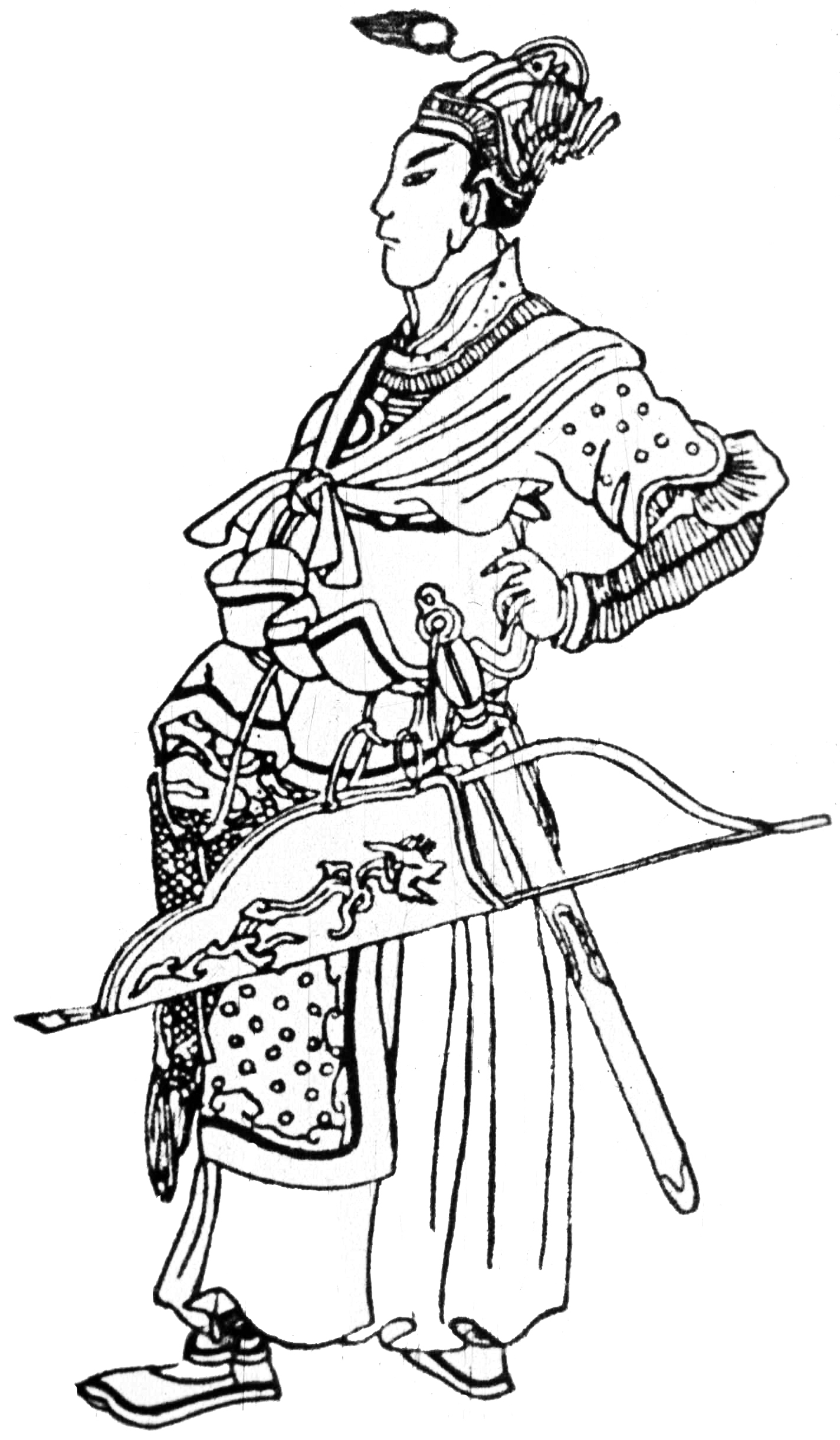
Batu kán az Arany Horda első kánja, 14. századi kínai ábrázolás

Batu 1255-ös halálát követően mintegy 100 éven át virágzott a birodalom, egészen Dzsani Beg 1357-es meggyilkolásáig. A Kék és a Fehér Hordát Batu öccse, Berke kán integrálta egy állammá. Az 1280-as években a bitorló Nogáj került hatalomra, aki keresztény szövetséges politikát folytatott. Üzbeg uralkodása alatt a hadsereg elért hatalma csúcsára: 300 ezernél is több főt számlált.
Az orosz fejedelemségeket az Arany Horda mindvégig igyekezett egymás ellen fordítani, és gyenge állapotban tartani. A 14. század folyamán felemelkedő Litvánia azonban fenyegetést jelentett a helyi tatár uralomra, így Üzbeg a Moszkvai Nagyfejedelemséget kezdte támogatni. Iván Kalita nagyfejedelmi rangot kapott, és a többi orosz uralkodótól is ő szedhette be az adót.
Az 1340-es években pusztító pestis itt is megtette a hatását, ráadásul a genovaiak innen hurcolták Európába a kórokozókat 1347-ben. Dzsani Beg halálát követően hosszú polgárháború kezdődött, míg évtizedeken keresztül szinte évente váltották egymást a kánok. Az 1380-as évekre Horezm, Asztrahán és a Moszkvai Fejedelemség megpróbálta lerázni a tatár igát, közben a Litván Nagyfejedelemség és Lengyelország meghódította a Dnyeper alsó folyásának vidékét.
Mamaj hadvezér, aki hivatalosan sosem uralkodott, megpróbálta visszaállítani a tatár fennhatóságot az orosz vidék felett, azonban hadseregét Dimitrij Donszkoj legyőzte a kulikovói csatában, azután genovai szövetségesei meggyilkolták. Toktamis, Orda leszármazottja, a Fehér Horda ura Timur Lenk támogatásával kiterjesztette uralmát a Kék Hordára is. Az Arany Horda ismét regionális nagyhatalom lett egy rövid időre: 1382-ben megsarcolták az engedetlen Moszkvát.

### Széthullása

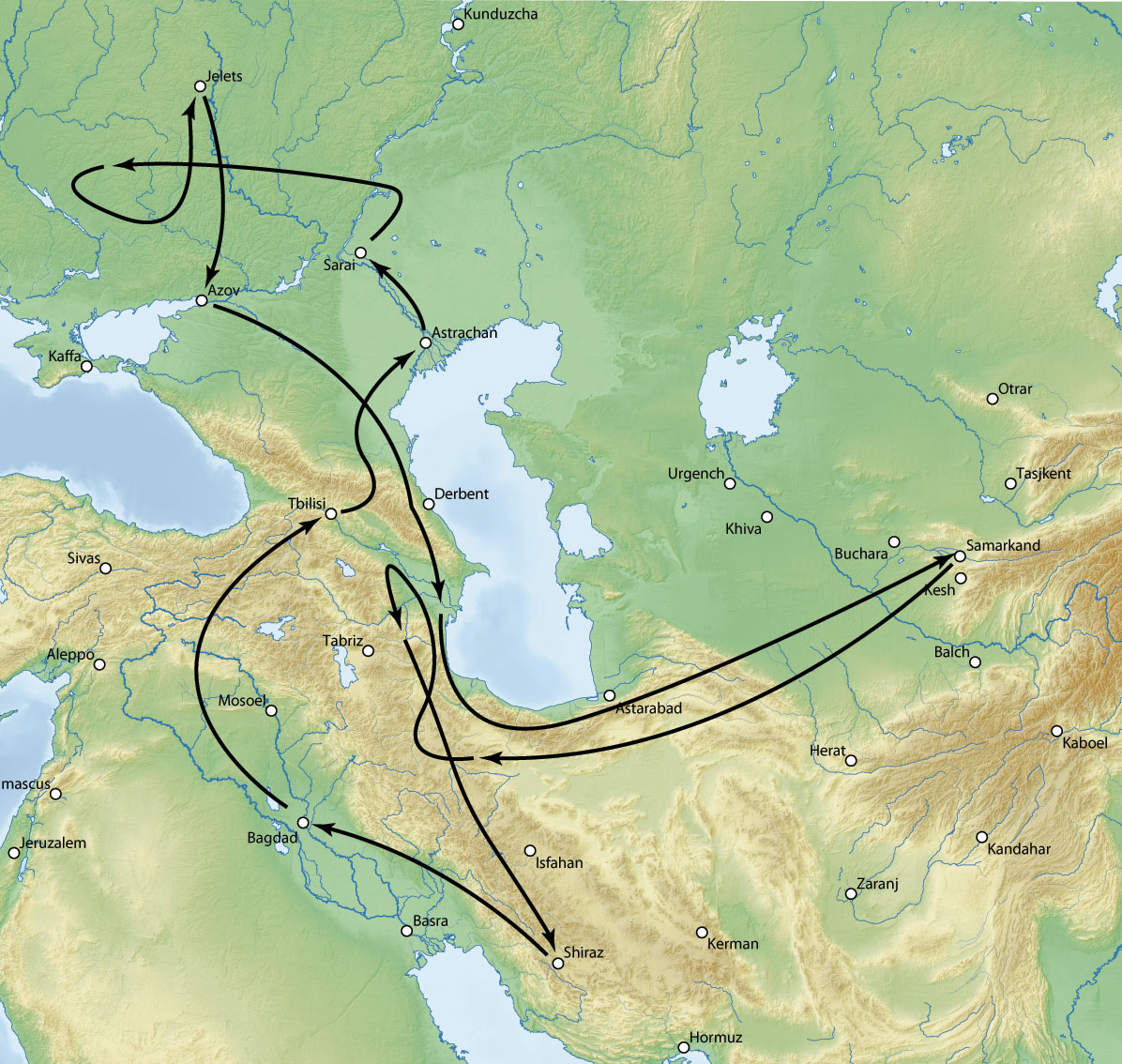
Az Arany Hordára Timur Lenk hadjárata mérte a végső csapást 1392-1396 között

Az Arany Hordára Timur Lenk mérte a végső csapást. 1395 augusztusában Barkjarok, Toktamis alvezére bevette magát Moszkvába, melynek falai alól Timur visszavonult, hogy a telet a Kuma vidékén töltse. Megsemmisítette Toktamis seregét, elpusztította fővárosát, kirabolta a Krím kereskedelmi központjait, az iparosok zömét pedig saját fővárosába, Szamarkandba telepítette. A 15. század első évtizedeiben Edigü vezír kezében volt a vidék ellenőrzése, aki létrehozta saját államát, a Nogai Hordát, és a Vorszkla menti csatában fényes győzelmet aratott a litván Vitoldon.
Az 1440-es években ismét polgárháború osztotta meg a Hordát, amely ekkor 8 kánságra szakadt: a Szibériai, a Kaszim, a Kazanyi, az Asztrahányi, a Kazah, az Üzbég és a Krími Kánságra, amelyek mind elváltak az Arany Horda maradékától, az ún. Nagy Hordától. Az utódállamok már nem vehették fel a versenyt a Moszkvai Nagyfejedelemség növekvő hatalmával, amely 1480-ban végleg lerázta magáról a tatár függést. Ezt megelőzően több külpolitikai kudarc érte a tatárokat, így például III. István moldvai fejedelem is nagy vereséget mért rájuk a lipniți csatában. Az 1550-es évekkel kezdődően a kánságok beolvadtak Oroszországba: először a Kazanyi és az Asztrahányi, a 16. század végére pedig a Szibériai is. Messze a legtovább a Krími Kánság húzta: 1475-ben az Oszmán Birodalom vazallusa lett, és 1502-ben magába olvasztotta a Nagy Horda maradékait. A krími tatárok rettegésben tartották a 16–17. századi orosz vidéket, emellett jelentős szerep jutott nekik a törökök hadjáratai során is (többek között a magyarországi és erdélyi büntetőhadjáratokban). Végül 1783. április 8-án II. Katalin cárnő annektálta az addig az Oszmán Birodalom fennhatósága alatt álló területet. Az Arany Horda utolsó maradéka is eltűnt a térképről.
A szovjet hatalom által sújtott volgai és krími tatárok – ahogy eleinte az ukránok is – a második világháború idején a Szovjetunió ellen ragadtak fegyvert a náci Németország oldalán, ezért a háború után Sztálin tömeges deportálásokkal büntette őket.

## Államélet
A Horda gyorsan elvesztette mongol jellegét. Ugyan a társadalom felső rétegét továbbra is Batu harcosainak leszármazottai adták, a népesség zöme különböző türk népekből (kipcsakok, tatárok, kirgizek) tevődött össze.

### Államszervezet
A Horda legfelső vezetője a kán volt, akit a törzsi vezetők tanácsa, a Kurultáj választott Batu leszármazottai közül. A „miniszterelnöki” tisztséget az ún. hercegek hercege látta el, akit olykor törökösen beglerbégnek neveznek; a minisztereket vezírnek hívták. A kormányzók (baszkakok) feleltek a rájuk bízott területen a polgári és katonai igazgatásért, amelyek nem váltak el.
Az Arany Horda hamar levetkőzte nomád vonásait is. Szaraj népes, gazdag metropolisszá fejlődött. A 14. század elején a főváros északabbra költözött a Volga felső folyásához (Szaraj Berke), amely a középkori világ egyik legnépesebb városává nőtte ki magát – egyes becslések szerint akár 600 ezer lakosa is lehetett.
Az oroszok kitartóan igyekeztek keresztény hitre téríteni a mongolokat, azok ragaszkodtak animista pogányságukhoz, amíg Üzbeg kán (1312–1341) államvallássá nem tette az iszlámot. Vallási szempontból a Horda vezetése alapvetően toleráns volt: még az orosz ortodox egyházat is felmentette az adófizetés alól. Ellenben állítólag több orosz fejedelmet – így Csernyigovi Mihályt és Tveri Mihályt is – megöltek, amikor nem voltak hajlandóak a pogány bálványokat imádni.

### Vazallusok és szövetségesek
A Horda adót szedett az alávetett népektől – oroszoktól, örményektől, grúzoktól és krími görögöktől. A keresztény alattvalók földjeit jelentéktelen periférikus területeknek tekintették, és nem is szenteltek nekik sok figyelmet, ha rendszeresen adót fizettek. Ezeket az államokat sosem olvasztották a Horda területébe, és az orosz fejedelmek már korán elnyerték a tatároknak járó adó behajtásának jogát.
Létezik egy Lev Gumiljov nevével fémjelzett elmélet, miszerint az orosz fejedelemségek és az Arany Horda védszövetséget kötött a fanatikus Német Lovagrenddel és a pogány litvánokkal szemben. Az elmélet hívei arra hivatkoznak, hogy több fejedelem bejáratos volt a mongol udvarba, így például a Szaráj közelében fekvő Jaroszlavl ura, Fekete Fjodor és a novgorodi Alekszandr Nyevszkij, aki Szártak kán, Batu utódja testvéréül esküdött. A mindvégig független Novgorod csapatait támogatta egy mongol kontingens a csúd-tavi csatában.
Szaráj élénk kereskedelmi kapcsolatban állt a genovai kereskedőtelepekkel a Fekete-tenger vidékén (Szudak, Kaffa, Azak). A mameluk Egyiptom is a kánok jelentős kereskedelmi partnere volt a Földközi-tenger vidékén.